# Culver (Oregon)
Culver az Amerikai Egyesült Államok északnyugati részén, Oregon állam Jefferson megyéjében elhelyezkedő város. A 2020. évi népszámlálási adatok alapján 1602 lakosa van.
A Lake Billy Chinook repülőtér a várostól nyugatra fekszik.

## Története
A település alapítója és a posta vezetője Orace Gabriel Collver volt; a Culver elnevezést a névegyezőség miatt választotta.

## Népesség
A település népességének változása:
| Lakosok száma | 802  | 1357 | 1602 |
|               | 2000 | 2010 | 2020 |

## Oktatás
A város iskoláinak fenntartója a Culveri Tankerület.

## Nevezetes személyek
- Boyd R. Overhulse, politikus
- Rex T. Barber, vadászgéppilóta

## Fordítás
- Ez a szócikk részben vagy egészben  a   Culver, Oregon című angol Wikipédia-szócikk ezen változatának fordításán alapul.  Az eredeti cikk szerkesztőit annak laptörténete sorolja fel. Ez a jelzés csupán a megfogalmazás eredetét és a szerzői jogokat jelzi, nem szolgál a cikkben szereplő információk forrásmegjelöléseként.